# Seconda serie di Umberto

Un francobollo della seconda serie di Umberto I

Seconda serie di Umberto è una serie di francobolli emessa dal Regno d'Italia nel 1889 che avevano la vignetta illustrata con l'effigie di Umberto I oppure con lo stemma di Savoia.

## Notizie storiche
La serie fu necessaria per far fronte alla variata legislatura postale, che introduceva in Italia il Ministero delle poste e dei telegrafi, ed alla variazione della sopratassa di raccomandazione da 30 a 25 centesimi di lira. Durante l'ideazione della serie venne rilevata inoltre la mancanza di un precedente francobollo da 60 centesimi idoneo ad affrancare la corrispondenza diretta verso i paesi che non aderivano all'UPU e la mancanza di un valore da 40 centesimi per affrancare quella diretta ai paesi aderenti: con la progettazione fu quindi possibile far fronte al disagio, evitando al pubblico e agli impiegati postali l'uso di più francobolli contemporaneamente. Il decreto di emissione del 10 giugno 1889 comprendeva anche il regolamento di attuazione del Testo Unico delle Leggi Postali.

## Notizie tecniche
- Soggetto: stemma di Savoia nel valore da 5 centesimi ed effigie di Umberto I in cornice ovale negli altri valori[2]
- Tirature: ignote[2]
- Validità: fino al 30 settembre 1902 per tutti i valori ad eccezione di quello da 5 lire che verrà posto fuori corso il 30 giugno 1891[2]
- Stampa: tipografica[2]
- Carta: sottile fatta a macchina[2]
- Fogli: formati da 400 esemplari distribuiti in 4 gruppi di 100 incolonnati 10x10[2]
- Dentellatura: 14 a pettine
- Filigrana: a corona[2]
- Gomma: irregolare e leggermente scura o giallastra
- Incisore: Ludovico Bigola per l'effigie, Enrico Repettati per le cornici, ad eccezione del 5 centesimi realizzato integralmente da Repettati
- Varietà: sono note varietà di dentellatura 13½ x 14 e 13½ x 14¼, ma anche esemplari non dentellati del 40 centesimi o con doppia dentellatura. Il 40 centesimi è noto con fondo molto spostato e con doppia stampa. Il valore da 1 lira è noto con il fondo giallo spostato[3]